# 第十一个小时
《第十一个小时》（英語：The 11th Hour），2007年上映的纪录长片。这部关注于自然环境的电影由莱昂纳多·迪卡普里奥创作、监制并讲述。《第十一个小时》全球首映于2007年的第60届戛纳电影节（2007年5月，16－27日），并在2007年8月17日开始了公映。这部电影举行公映的2007年，适逢联合国政府间气候变化专门委员会发表第四次评估报告；另外，其首映的日期，也正是在阿尔·戈尔《难以忽视的真相》公映后大约一周年的时候。

## 外部連結
- 互联网电影数据库（IMDb）上《第十一個小時》的资料（英文）